# Kypselos (König von Arkadien)
Kypselos (altgriechisch Κύψελος Kýpselos, deutsch ‚Erdschwalbe‘), der Sohn des Aipytos, war in der griechischen Mythologie der Vater des Holaias und der Merope. Er wurde nach seinem Vater König von Arkadien und gründete die Stadt Basilis, die er zu seinem Regierungssitz wählte.
Als die Dorer einen erfolgreichen Feldzug gegen den Peloponnes führten, verheiratete Kypselos seine Tochter mit dem dorischen Heerführer Kresphontes und verhinderte so die Eroberung seines Reiches. Bei einem Aufstand wurden jedoch Kresphontes und alle seine Söhne getötet. Nur der jüngste Sohn Aipytos überlebte und wurde von Kypselos aufgezogen.